# Ministerium für Wirtschaft und Innovationen der Republik Litauen

Ministerium für Wirtschaft und Innovationen der Republik Litauen

Das Ministerium für Wirtschaft und Innovationen der Republik Litauen (lit. Lietuvos Respublikos ekonomikos ir inovacijų ministerija) ist eines von 14 Ministerien der Regierung Litauens. Dienstsitz ist Vilnius. Das litauische Wirtschaftsministerium ist für Politik der Wirtschaft Litauens und Innovationen zuständig.

## Geschichte
Das Ministerium existiert, genau wie das litauische Energiewirtschaftsministerium, in seinem heutigen Zuschnitt seit dem 16. Dezember 1996. Vorgänger des heutigen Ministeriums waren u. a. die verschiedenen Ministerien (Ministerium für Handel und Industrie Litauens, Industrieministerium Litauens, Handelsministerium Litauens etc.).

## Minister

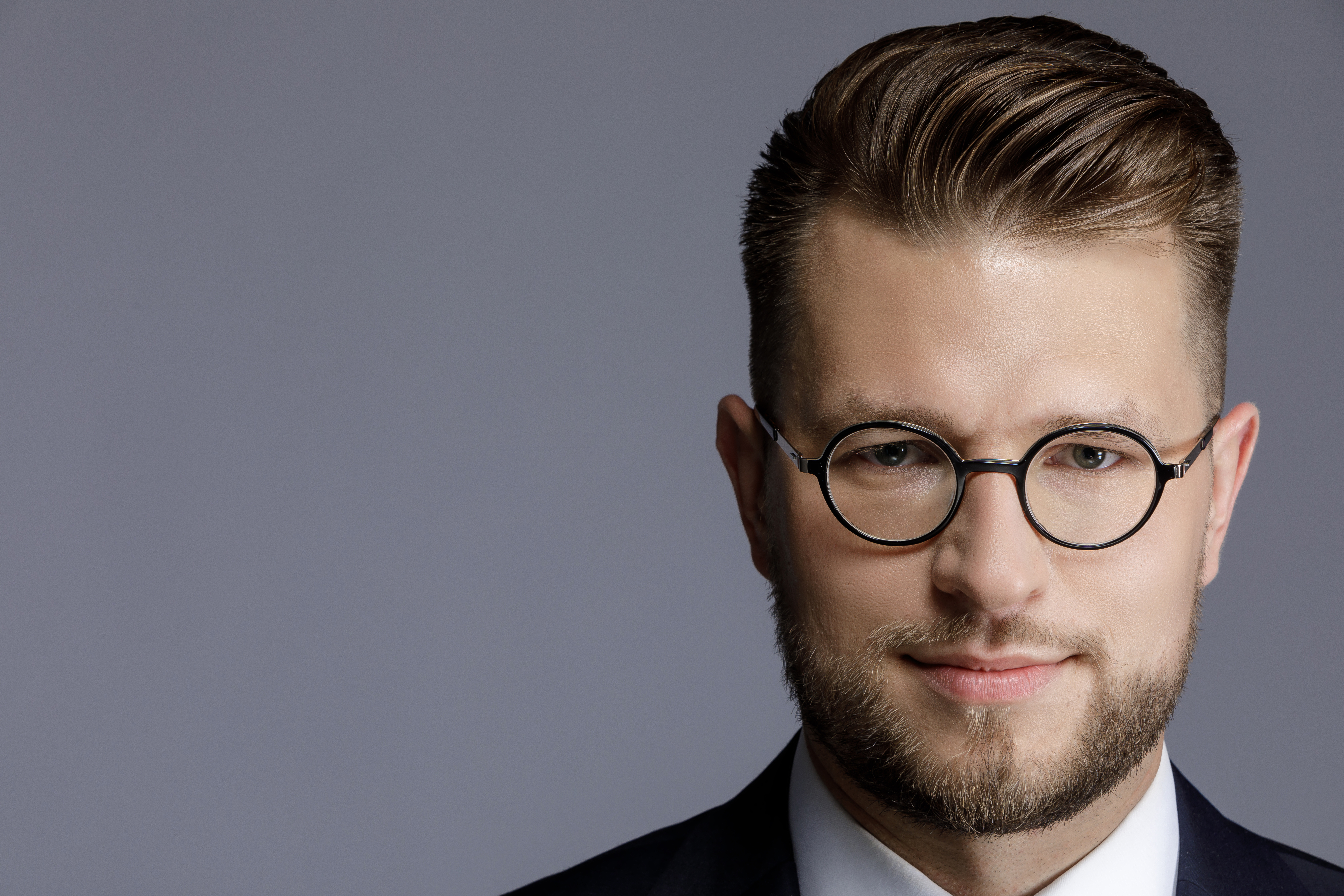
Lukas Savickas (2020)

- 1996–1999: Vincas Kęstutis Babilius (1937–2003)
- 1999: Eugenijus Maldeikis (* 1958)
- 1999–2000: Valentinas Milaknis (* 1947)
- 2000–2001: Eugenijus Maldeikis (* 1958)
- 2001: Eugenijus Gentvilas (* 1960)
- 2001–2004: Petras Čėsna (* 1945)
- 2004–2005: Viktor Uspaskich (* 1959)
- 2005–2006: Kęstutis Daukšys (* 1960)
- 2006–2008: Vytas Navickas (* 1952)
- 2008–2011: Dainius Kreivys (* 1970)
- 2011–2012: Rimantas Žylius (* 1973)
- 2012–2013: Birutė Vėsaitė (* 1951)
- 2013–2016: Evaldas Gustas (* 1959)
- 2016–2017: Mindaugas Sinkevičius (* 1984)[1]
- 2017–2019: Virginijus Sinkevičius (* 1990)[2]
- 12.2019–06.2020: Vilius Šapoka (kommissarisch)
- Herbst 2020: Rimantas Sinkevičius (* 1952)
- 2020–2024: Aušrinė Armonaitė (* 1989)
- Seit Dezember  2024: Lukas Savickas (* 1990)

## Vizeminister
- Marius Skuodis (* 1986), Politikwissenschaftler
- Gintaras Vilda, Elektromonteur